# Форд (Канзас)
Форд (енгл. Ford) град је у америчкој савезној држави Канзас.

## Демографија
По попису из 2010. године број становника је 216, што је 98 (-31,2%) становника мање него 2000. године.
| Група             | 2000.       | 2010.       |
| Белци             | 276 (87,9%) | 185 (85,6%) |
| Афроамериканци    | 0 (0,0%)    | 1 (0,5%)    |
| Азијати           | 0 (0,0%)    | 0 (0,0%)    |
| Хиспаноамериканци | 33 (10,5%)  | 18 (8,3%)   |
| Укупно            | 314         | 216         |